# Клирфилд (Пенсильвания)
Клирфилд (англ. Clearfield) — боро в штате Пенсильвания (США). Административный центр округа Клирфилд. В 2010 году в боро проживали 6215 человек. Клирфилд входит в метрополитенский ареал Дюбуа.

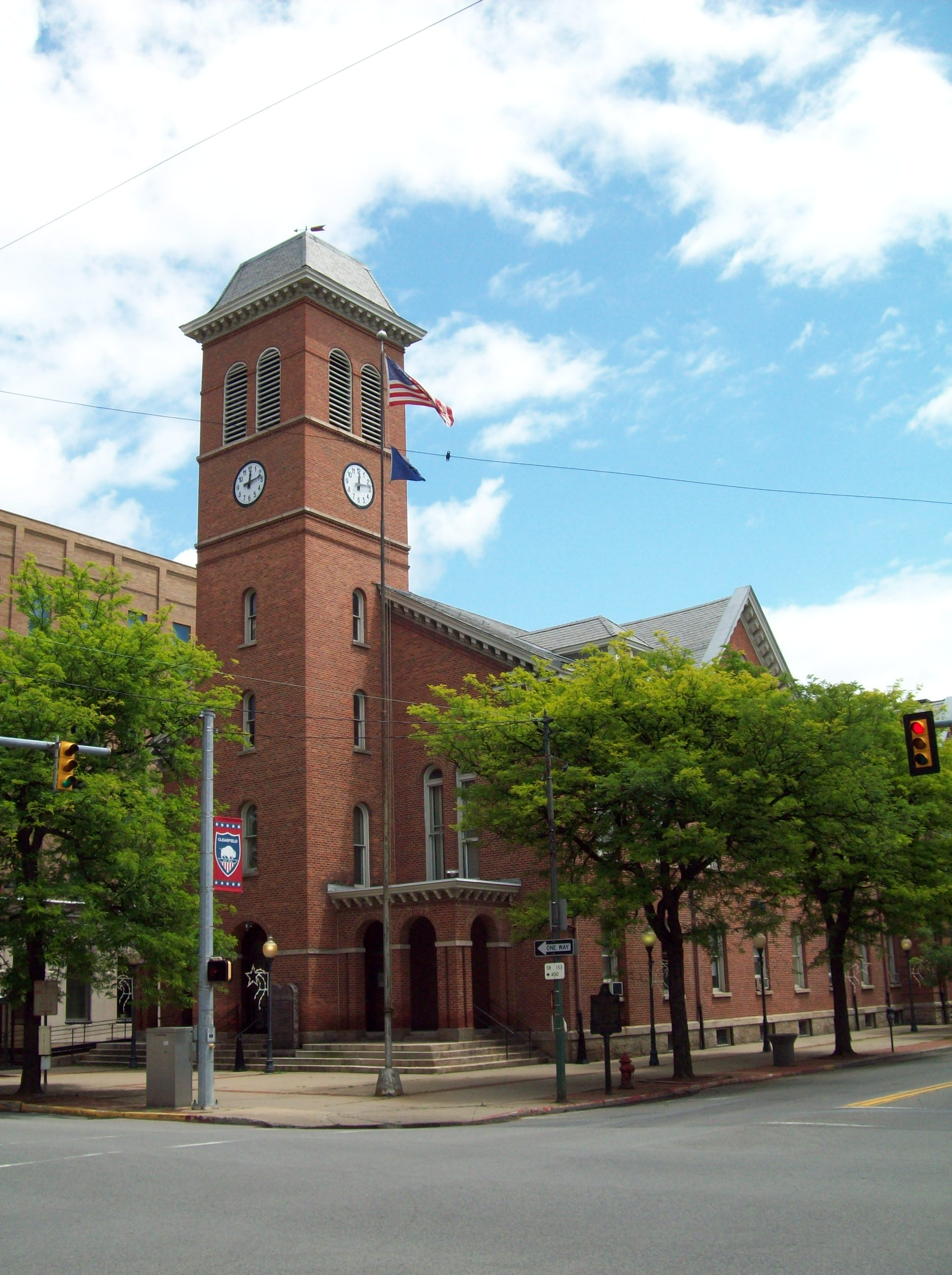
Здание окружного суда Клирфилда

## Географическое положение
По данным Бюро переписи населения США Клирфилд имеет площадь 4,87 квадратных километра. Боро находится на берегу Клирфилд-Крик, притоке Западной Саскуэханны.

## История
Клирфилд был основан и выбран окружным центром в 1805 году. Первое здание окружного суда было построено в 1814 году. Существующие здание было построено в 1862 году. Боро было инкорпорировано в 1840 году. В городе находится четыре здания, включённых в перечень Национального реестра исторических мест США.

## Население
| Год переписи | Нас. |  | %±     |
| ------------ | ---- |  | ------ |
| 1850         | 503  |  | —      |
| 1860         | 757  |  | 50,5%  |
| 1870         | 1361 |  | 79,8%  |
| 1880         | 1809 |  | 32,9%  |
| 1890         | 2248 |  | 24,3%  |
| 1900         | 5081 |  | 126%   |
| 1910         | 6851 |  | 34,8%  |
| 1920         | 8529 |  | 24,5%  |
| 1930         | 9221 |  | 8,1%   |
| 1940         | 9372 |  | 1,6%   |
| 1950         | 9357 |  | −0,2%  |
| 1960         | 9270 |  | −0,9%  |
| 1970         | 8176 |  | −11,8% |
| 1980         | 7580 |  | −7,3%  |
| 1990         | 6633 |  | −12,5% |
| 2000         | 6631 |  | 0%     |
| 2010         | 6215 |  | −6,3%  |
| 2018         | 5882 |  | −5,4%  |

По данным переписи 2018 года население Клирфилда составляло 5882 человек (из них 41,2 % мужчин и 52,8 % женщин), в городе было 2836 домашних хозяйств. Расовый состав: белые — 99,2 %, афроамериканцы — 0,1 %. 0,5 % имеют латиноамериканское происхождение.
Население города по возрастному диапазону по данным переписи 2010 года распределилось следующим образом: 19,4 % — жители младше 18 лет, 61,1 % — между 18 и 65 годами и 19,5 % — в возрасте 65 лет и старше. 88,2 % населения старше 25 лет имеет школьное образование или выше. 4,3 % не имеют медицинской страховки. В городе 2836 домашних хозяйств, в среднем домашнее хозяйство ведут 2,1 человека.
В 2018 году среди населения старше 16 лет имели работу 57,2 %. В 2018 году медианный доход на домашнее хозяйство — составил 45 594 $. Доход на душу населения — 26 109 $ в год. 14,3 % от всей численности населения находилось на момент переписи за чертой бедности.